# مايك جونسون (مخرج)
مايك جونسون (بالإنجليزية: Mike Johnson)‏ هو رسام رسوم متحركة ومنتج أفلام ومخرج أمريكي، ولد في القرن العشرين في أوستن في الولايات المتحدة.

## وصلات خارجية
- مايك جونسون على موقع IMDb (الإنجليزية)
- مايك جونسون على موقع ألو سيني (الفرنسية)
- مايك جونسون على موقع أول موفي (الإنجليزية)
- مايك جونسون على موقع أول موفي (الإنجليزية)
- مايك جونسون على موقع قاعدة بيانات الأفلام السويدية (السويدية)
- مايك جونسون على موقع ديسكوغز (الإنجليزية)
- مايك جونسون على موقع قاعدة بيانات الفيلم (الإنجليزية)
- مايك جونسون على موقع كينوبويسك (الروسية)